# Проєкт Go Highway
Проєкт Go Highway — проєкт транснаціонального транспортного коридору, в рамках якого планується будівництво та вдосконалення автошляхів, що з'єсполучають українські чорноморські порти Миколаїв та Одеса з польським Гданськом на Балтійському морі. За інформацією Міністерства інфраструктури України, загальна протяжність автошляхів у даному транспортному коридорі становитиме 1746 кілометрів, з яких 658 пролягають у Польщі, а 1088 — в Україні. Реалізація проєкту дозволить прискорити та здешевити[джерело?] перевезення вантажів від Балтійського до Чорного моря. Дорога є новою інтерпретацією шляху «із варягів у греки». Загальна вартість проєкту 1 мільярд євро. Проєкт підтримується Світовим банком (підтримав підготовку техніко-економічного обґрунтування). На реалізацію проєкту передбачені кошти і в державному бюджеті України.
Польська частина маршруту GO Highway складається з двох частин: автострада  A4 від кордону з Україною до Катовиць повністю введена до експлуатації; автострада  A1 Катовиці — Ґданськ будується (станом на 2018 рік у будівництві знаходиться ділянка Пьотркув-Трибунальський — Ченстохова — Катовіце).
Проєкт Балтика — Чорне море був представлений ще у 2015 році. Ідею масштабного будівництва на початку 2017 року висунув керівник Укравтодору Славомір Новак.[джерело?]

## Північна об'їзна дорога Львова
У серпні 2017 року Укравтодор оприлюднив параметри північної об'їзної автомобільної дороги Львова, яка мала будуватися в рамках проєкту Go Highway. Планувалося, що північна об'їзна дорога Львова поєднає автошляхи М06 (Київ — Чоп), Н17 (Львів — Луцьк), М09 (Рава-Руська — Львів — Тернопіль), М10 (Львів — Краковець) та М11 (Львів — Шегині). Анонсувався автошлях класу автомагістралі з чотирма смугами руху (по дві в кожен бік) з трьома естакадами з залізобетонних конструкцій довжиною 191 м, 551 м та 332 м, а також переходу для тварин у вигляді металевої конструкції.[джерело?]
Станом на кінець 2019 року жодних робіт з будівництва північної об'їзної дороги міста Львів не проводилося; точної проєктно-конструкторської документації Укравтодор також не опублікував.
Станом на середину 2021 року триває викуп приватних земельних ділянок і інших об'єктів, на місці яких почнеться будівництво дороги.

## Ремонт автошляхів в Україні

### 2017
У прийнятих змінах до бюджету України на 2017 рік закладені перші 800 млн гривень на реалізацію цього проєкту.[джерело?]
В рамках проєкту за рахунок державного бюджету у 2017 році розпочався ремонт автошляхів М09 та М12 території України. Ремонтні роботи на трасі М09 (ділянка Львів-Тернопіль) розпочалися в першу чергу, адже керівництво Львівської та Тернопільської Служби доріг завчасно провели тендерні процедури на майданчику Prozzoro та підготували відповідну проєктно-кошторисну документацію. Служба автомобільних доріг у Львівській області підписала договір з ТОВ «Автомагістраль-Південь» на поточний середній ремонт дороги Львів — Тернопіль за майже 150 млн грн.[джерело?]

### 2019
У 2019 на продовження робіт виділено 4 млрд. грн.